# Equisetum dubium
Equisetum dubium är en fräkenväxtart som beskrevs av Dostal. Equisetum dubium ingår i släktet fräknar, och familjen fräkenväxter. Inga underarter finns listade i Catalogue of Life.